# Languidipes
Languidipes (лат.) — род подёнок из семейства Polymitarcyidae.

## Этимология
Название нового рода образовано из двух латинских слов: Languidus («слабый») и pes («ступня»); мужской род. По аналогии с Asthenopus, родственным родом, ссылаясь на атрофированные ноги взрослых особей, признак, общий для обоих подродов Povilla.

## Описание
Длина тела 1 — 2 см. Личинки являются фильтраторами. Нимфы двух видов (L. corporaali, L. taprobanes) сверлят древесину. А у вида Languidipes lithophagus они вгрызаются в кремнистые (алевролитовые) породы в речной среде. Личинки проникают в затопленные породы, просверливая отверстия своими увеличенными мандибулами. Их следы представляют собой горизонтально ориентированное туннели с двумя отверстиями. Ранее в мире были известны только два вида скальнобурящих животных: двустворчатый моллюск из семейства Pholadidae и корабельный червь.

## Систематика
Род был впервые описан в 1984 году в ранге подрода Povilla (Languidipes) Hubbard, subgen. n. с типовым видом Asthenopus corporaali Lestage. В 2012 году получил родовой статус. В 2022 году был описан вид Languidipes lithophagus, первое обнаруженное пресноводное насекомое, сверлящее камни. Новый вид морфологически близок к родственным таксонам L. taprobanes (Индия, Шри-Ланка) и L. corporaali (Индонезия, Малайзия, Таиланд). Апикальные зубцы видов, сверлящих камни, гораздо более массивные и округлые, чем у двух других таксонов сверлящих древесину.
- Languidipes corporaali (Lestage, 1922) (Индонезия, Малайзия, Таиланд)[5]
- Languidipes lithophagus Bolotov, Kondakov, Potapov, Palatov & Spitsyn, 2022 (Мьянма)[2]
- Languidipes taprobanes (Hubbard, 1984) (Индия, Шри-Ланка)[1]